# Laura Jacqmin
Laura Jacqmin (Shaker Heights, ...) è una sceneggiatrice, drammaturga e scrittrice statunitense.

## Biografia
Jacqmin ha frequentato la Shaker Heights High School di Cleveland, nell'Ohio. Dopo il liceo, Jacqmin ha frequentato la Yale, poi ha conseguito il master in Belle Arti in Drammaturgia presso l'Università dell'Ohio.
Jacqmin è uno dei membri fondatori dei The Kilroys, con sede a Los Angeles. Il gruppo è nato nel 2014 quando ha pubblicato un elenco di alcune delle migliori opere teatrali non prodotte o sottoprodotte di drammaturghe donne, trans e non binarie, nel tentativo di aumentare la parità di genere nel teatro americano.

## Filmografia

### Televisione
- One Piece (2023-in corso)
- Joe vs. Carole (2022)
- Get Shorty (2017-2019)
- Grace and Frankie (2015-2022)
- Lucky 7 (2013)

### Film
- We broke up – Sceneggiatrice con Jeff Rosenberg

### Videogiochi
- Minecraft: Story Mode (2015) – Sceneggiatrice

## Teatro
- Look, we are breathing (2015)[4]
- We're Going To Be Fine (2015)[5]
- Residence (2015)[6]
- A Third (2015)[7]
- Ghost Bike (2014)[8]
- Before You Ruin It (2014)
- Do-Gooder (2014)[9]
- Milvotchkee, Visconsin (2013/2014)[10]
- January Joiner (2013)[11]
- Two Lakes, Two Rivers (2012)
- Dead Pile (2012)
- And When We Awoke There Was Light and Light (2012)
- Dental Society Midwinter Meeting (2010)[12]
- Pluto Was a Planet (2008)[13]
- Airborne[14]
- 10 Vrgins[15]
- Happyslap

## Premi, riconoscimenti e sovvenzioni
- Finalista, Heideman Award 2015 per Post-Apocalipto
- Nella lista dei finalisti, Theatre503 Playwriting Award per A Third
- Vincitrice del premio NEA Art Works 2014 per la produzione in prima mondiale di Milvotchkee, Visconsin
- Vincitrice del Kennedy Center David Mark Cohen Playwriting Award 2013
- Vincitrice del premio NEA Art Works 2013 per la produzione in anteprima mondiale di January Joiner
- Finalista, Premio Laurents/Hatcher 2013
- Selezionato, 2012 BBC International Radio Playwriting Competition
- Finalista, Heiderman Award 2010-2013
- Finalista, Princess Grace Award 2008 e 2011
- Finalista, P73 Playwriting Fellowship 2011
- Membro  dell'Unità dei Drammaturghi della Goodman Theatre Playwrtights' Unit 2010-2011
- Candidato, Cherry Lane Mentor Project 2011
- Premiato nel 2009 con il premio Emerging Playwright Award della UnionLeague Club Civic & Arts Foundation
- Vincitrice/finalista del Global Age Project 2007 e 2009 della Aurora Theater Company
- Vincitrice del Premio Wasserstein 2008[1]

### Commissioni
- DePaul University School of Theater, (2014)
- Victory Gardens Theater/NNPN, (2012)
- South Coast Rep, (2011)
- Carthage College, (2011)[16]
- Goodman Theatre, (2010)
- Arden Theatre Company, (2010)
- InterAct Theatre, (2010)
- Ensemble Studio Theatre/Alfred P. Sloan Foundation Science and Technology Project, (2010)
- Foundation for Jewish Culture: New Jewish Theatre Projects Grant, (2008)
- Victory Gardens Theater, (2007)